# Demolition Racer
Demolition Racer — видеоигра в жанре аркадные гонки на выживание, разработанная компанией Pitbull Syndicate и изданная студией Infogrames.

Музыка в игре написана группами Cirrus (из альбома Back on a Mission), Empirion и Fear Factory.
К игре есть патч № 1, затрагивающий изменения игрового процесса.

## Demolition Racer: No Exit
Demolition Racer: No Exit — улучшенная версия Demolition Racer для Dreamcast, изданная 23 октября, 2000 года.
В игре есть режим для 2-х игроков, но нет режима игры по сети.
Завершив 5 режимов «Круг» открываются мини-игры, например «Охотник на машины», в которую можно играть с помощью светового пистолета.
В игре 17 автомобилей, 15 трасс

## Игровой процесс
Режимы (NE — в No Exit):

- Demolition: нужно завершить гонку за определённое число кругов, зарабатывая очки нанесением соперникам повреждений. В зависимости от номера финиширования очки умножаются на определённое число. Набравший большее количество очков — победитель. Недостатком является то, что удар по перевёрнутой или переворачивающейся машине не засчитывается.
- The Chase: гонка по кругу (от 1 до 5), где победа присуждается за 1-е место.
- Chicken: то же, что и The Chase, но игрок едет в противоположном направлении.
- Last Man Standing: Бой на выживание на арене. Итоговый счёт вычисляется также как и в режиме Demolition.
- Suicide: Бой на арене, где победа присуждается тому, кто 1й разобьёт свою машину.
- No Exit: Бой на выживание на арене. Итоговый счёт вычисляется также как и в режиме Demolition. (NE)

В Demolition Racer 10 трасс, 3 арены. 15 соперников в любом соревновании.

Повреждения: вмятины, трещины на стёклах, отлетают крышки капотов, двигатель дымится и горит. При полном разбитии машина горит неистовым огнём.

### Бонусы на трассе
Щит: синий ящик, даёт временную неуязвимость.

Кровопийца: красный ящик, даёт возможность чинить машину, нанося повреждения соперникам (NE).

Починка: зелёный ящик.

Смерть: чёрный ящик, при столкновении машина теряет 25 % целостности, подлетает вверх на месте и теряются очки.

ТНТ: серые ящики, взрываются, повреждая машину (NE).

Очки: белые ящики с красным знаком ?, отнимают или добавляют очки.

Очки +/-: белые ящики со знаками + или -, ударяя которые игрок получает или теряет очки (NE).

Ускорение: коричневый ящик, даёт ускорение (NE).

Медальон Питбуль: чёрно-золотая монета. Взяв 3 таких во время гонок в Лиге можно будет улучшить машину после гонки (NE).

## Система накопления очков
За повреждения соперников:
- Удар соперника с его поворотом на 90° — 5
- Удар соперника с его поворотом на 180° — 10
- Удар соперника с его поворотом на 270° — 15
- Удар соперника с его поворотом на 360° — 25
- Удар соперника с последующим его ударом об стену — 5
- Слабый удар — 5
- Средний удар — 10
- Сильный удар — 25
- Мощный удар — 50
- Удар соперника, при котором он теряет запчасть — 10 (NE)
- Ударить соперника так, что у него начинает дымиться или гореть двигатель — 60
- Уничтожить соперника — 75
- Толкнуть соперника на взрывающиеся ящики — 95 (NE)
- Перпендикулярный удар(он же Кость(англ. Bone)) — 200 (NE)
- «Смерть свыше» (приземлиться на соперника) — 500

За место в гонке:
| Место № 1 | 2  | 3  | 4  | 5  | 6  | 7  | 8 | 9 | 10 | 11 | 12 | 13 | 14 | 15 | 16 |
| --------- | -- | -- | -- | -- | -- | -- | - | - | -- | -- | -- | -- | -- | -- | -- |
| 25        | 22 | 20 | 17 | 15 | 12 | 10 | 9 | 8 | 7  | 6  | 5  | 4  | 3  | 2  | 1  |

Итог вычисляется умножением очков за повреждения на очки за место в гонке.

## Автомобили
Все автомобили имеют 2 зоны для покраски, также можно выбрать специальный символ, находящийся на крыше и портрет водителя.

Marauder — «мускулистый автомобиль» семидесятых годов. Подобно Ford Maverick, у Marauder все характеристики на среднем уровне.

Bobcat — маленький Hatchback девяностых годов. Слабый, но быстрый.

Cruiser — большой Люкс-автомобиль пятидесятых годов. Медленный, но сильный.

Predator — спортивная машина восьмидесятых годов. Благодаря большой скорости может быть сильнее, чем Marauder.

Renegade — быстрая и агрессиваная машина «на каждый день» Bentley Mulsanne 1980 года.

Mantis — спортивная машина, подобная Fiat, самая слабая из всех.

Особые автомобили: открываются по мере прохождения лиг:

Vandal — фургон, подобный Ford Transit.Самый крепкий автомобиль в игре. 

Widowmaker — катафалк. Также крепок, как и Vandal, но немного похуже

## Музыка
Demolition Racer: No Exit
1. Fear Factory — Demolition Racer (Instrumental)(Intro)
2. Fear Factory — Descent (Remix)
3. Fear Factory — Descent (instrumental)
4. Fear Factory — Edgecrusher (Remix)
5. Fear Factory — Full Metal Contact
6. Fear Factory — Machine Debaser
7. Fear Factory — Will This Never End
8. Cirrus — Abba Zabba
9. Cirrus — Break The Madness
10. Cirrus — Stop and Panic
11. Cirrus — The Answer
12. Empirion — Clear The Area
13. Empirion — Demolition Racer
14. Empirion — Gamma
15. Empirion — The Dark Inside Me
16. Junkie XL — Descent
17. Brujeria — Los Ninos
18. Brujeria — Pancho Villa
19. Coffee Boys — Out Of The Woods (Credits)
20. Coffee Boys — Keep Steppin
21. Coffee Boys — Catch Me If You Can
22. Coffee Boys — Get Up

## Оценки
| Сводный рейтинг | Сводный рейтинг                         |
| Агрегатор       | Оценка                                  |
| --------------- | --------------------------------------- |
| GameRankings    | 73,38 % (PS) 54,25 % (PC) 76,39 % (SDC) |